# Jeon Hee-sook
Jeon Hee-sook (hangul:전희숙, hanja: 全希叔), född den 16 juni 1984 i Seoul, Sydkorea, är en sydkoreansk fäktare som tog OS-brons i damernas lagtävling i florett i samband med de olympiska fäktningstävlingarna 2012 i London.